# Comtat de Bar-sur-Aube
El comtat de Bar-sur-Aube fou una jurisdicció feudal que va existir durant el segle x i XI. El primer que apareix amb el domini del territori fou Acard, que no s'esmenta com a comte, i governava a Laferté-sur-Aube; es va casar amb Acarda i va tenir dos fills, Noguer i Folc. El primer va morir després del 1011 i va portar el títol comtal des de 1003 i és esmentat a l'Acta Sanctorum sobre la vida de Sant Simó Valois; la darrera carta on apareix està datada el 1011. Va deixar tres fills (Noguer, Berald i una filla) del seu matrimoni amb Adelisa, dels quals Noguer II el va succeir (Berald o Berold fou bisbe de Soissons 1019-1052). Noguer II es va casar amb Adelisa, comtessa de Soissons, filla de Guiu comte de Soissons. Noguer II va morir el 1019 i va deixar tres fills (Noguer, Guiu i Renald). Noguer III (mort el 1040) el va succeir a Bar i Soissons i Renald a Soissons (Guiu era arquebisbe de Reims 1033-1055, conegut com a Guiu de Roucy o Guiu de Châtillon, mort el 1055); Noguer III estava casat però el nom de la seva dona no és conegut; va tenir dues filles, Aelis i Isabel. Aelis fou la successora a Bar el 1040 i va morir l'11 de setembre del 1053. Es va casar en primeres noces amb Renald de Semur-en-Brionnais, fill de Jofré I senyor de Semur, en segones amb Renard comte de Joigny, fill de Jofré de Joigny, en terceres (com a segona muller) amb Roger I procurador de Vignory, fill de Guiu I de Vignory, i en quartes amb Raül III comte de Valois, Vexin, Amiens i Vitry (fill de Raül II). Raül va morir el 23 de febrer o el 8 de setembre de 1074, i el comtat va passar a la descendència d'aquest quart matrimoni d'Aelis (però primer de Raül) en la persona del fill Gautier, mort en batalla el 6 de setembre de 1065 o 1067, solter i sense fills, passant l'herència al seu germà Simó, promès dues vegades (primer amb Agata de Normandia filla del rei Guillem el Conqueridor, morta el 1074 i després amb una filla del comte Aldebert o Hildebert de la Marca i Perigord, i que es va retirar a un monestir el dia de la boda el 1077, i va morir a Roma el 30 de setembre o 1 d'octubre del 1080 o 1082. L'herència va passar a la seva germana Adelis o Adela casada amb Heribert IV de Vermandois (que va aportar Vexin, Valois i Amiens. Bar va passar a l'altra germana Alix o Adela de Valois (morta el 12 de maig d'entre 1093 i 1100) que fou la tercera esposa de Teobald III de Blois, Chartres, Châteaudun i Meaux-Troyes (Xampanya) mort el 30 de setembre de 1089. El comtat va quedar unit en endavant a Xampanya.

## Llista de comtes
- Acard senyor fins a 1003
- Noguer I 1003-després de 1011
- Noguer II després de 1011-1019
- Noguer III 1019-1040
- Aelis 1040-1053
- Raül de Valois, Vexin, Amiens i Vitry (consort) fins a 1053 (+1074)
- Gautier 1053-1065 o 1067
- Simó (el 1074 comte de Vexin, Valois, Amiens i Vitry) 1067-1077 (abdica de fet 1077, + 1080 o 1082)
- Alix de Valois 1077-vers 1100
- Tibald o Teobald III de Blois, Chartres, Châteaudun i comte de Meaux-Troyes (Xampanya) 1077-1089 (consort)